# 酒井由紀子
酒井 由紀子（さかい ゆきこ、1971年8月19日 - ）は、日本のピアニスト、作曲家、編曲家、シンガーソングライター。血液型A型。北海道北見市出身。 北海道教育大学大学院ピアノ科卒業。

## プロフィール
ピアニストである父の下で、幼少期からピアノを始める。高校卒業までは北見市で過ごす。
- 1992年、札幌市民芸術祭新人音楽会奨励賞受賞。
- 2002年、第26回日本ピアノコンクール全国大会第1位。

他にも「さかいゆきこ」「SNOW」の名を持っている。概ね、シンガーソングライター活動時には「さかいゆきこ」、作編曲、自身のブログ中では「SNOW」を使用、ピアニストその他では「酒井由紀子」と使い分けているが、自身でも明確な使い分けを行っている訳ではなく、「酒井由紀子」「さかいゆきこ」「SNOW」三位一体の独自の音楽世界を目指している。なお、「SNOW」(スノー)は由紀子→ゆき→雪→snowの連想である。
札幌市在住で、主に札幌を中心に活動しているが、首都圏に音楽制作用マンションを借り、東京方面で活動するときには、このマンションを活動拠点にしている。

## 経歴

### ピアニスト
- JRタワーホテル日航札幌ラウンジピアニスト。
- ソロピアニストとして各種リサイタル出演。
- 伴奏にて声楽・管弦楽器の様々な演奏会に出演。
- 札幌グロリアコール伴奏者。
- 数々の人気シンガーのサポートピアノを務める。
- CM「ほくでん」、DVD「マッスルボディは傷つかない」
- ジブリアニメ「ゲド戦記」 映画本編にて主題歌「時の歌」ピアノ演奏。
- 宝塚公演「カラマーゾフの兄弟」ピアノ担当

### 作編曲
- フジテレビ系Vドラマ「アルジャーノンに花束を」
- 「愛のソレア」「マザー&ラヴァー」
- 「新・風のロンド」「紅の紋章」
- NHKドラマ「新はんなり菊太郎」
- アニメ「ガラスの仮面」「夢使い」「古代王者恐竜キング Dキッズ・アドベンチャー」「獣神演武」
- ゲーム「Fantom　Kingdom」
- tekkan「Love of My Life」
- Voice of Sanctuary 「Sanctuary」
- 山内まり「Voice from Heaven」
- 桜庭和「HOME」「忘れな草」
- ソレイユブラン
- ちづ
- 大井さやか
- アマリア「WANNA FLY」
- 北海道函館稜北高等学校応援歌
- 鶴雅リゾート・支笏湖「水の謌」ＣＭ音楽
- YOSAKOIソーラン祭り“北海あほんだら会＆ほくほくフィナンシャルグループ”」

### シンガー・ソング・ライター
- 2006年インターネットサイト「YAMAHAプレイヤーズ王国」ピックアップアーティストに選出される。
- 2007年、携帯着うたサイト「Nex-tune」で「しあわせにつづくみち」が１位に。
- 2007年2月、さっぽろ雪まつり出演。
- 2007年9月、網走小学校3年生の詩による「おでんのうた」リリース。
- 2008年1月、東京国際フォーラムにて「おでんのうた」披露。
- 2008年2月〜テレビ朝日系「恐竜キング」エンディングテーマ「フニフニザウルス」歌唱。4/23ＣＤ全国リリース。

## CD
- 2006年11月、ジブリofficialピアノアルバム「ゲド戦記ピアノプラス」リリース。
- 2007年9月、「おでんのうた」リリース。
- 2008年4月、「フニフニザウルス」リリース。
- 2008年8月、「恐竜キング主題歌集」リリース。